# Andy Selway
Andy Selway är den nuvarande (riktiga) trummisen i industrial-bandet KMFDM. Det hör till ovanligheten att KMFDM har en trummis och inte trummaskiner.